# Finale del campionato NFL 1934
La finale del campionato NFL 1934, conosciuta anche come Sneakers Game, è stata la seconda del campionato della NFL. La gara si tenne il 9 dicembre 1934 al Polo Grounds di New York tra New York Giants e Chicago Bears.

## Storia
I Bears campioni in carica giunsero alla partita da imbattuti con un record di 13–0 in stagione e una striscia di 18 vittorie consecutive. I Giants (8–5) venivano dalla vittoria del titolo di una competitiva division ma avevano perso la gara precedente contro i Philadelphia Eagles. Una pioggia gelida era caduta sul campo del Polo Grounds la notte prima della gara. Dopo che Ray Flaherty, un end dei Giants, diede come consiglio al proprio allenatore Steve Owen che i giocatori si sarebbero espressi meglio sul campo congelato indossando scarpe da ginnastica (sneakers), Owen spedì Abe Cohen al Manhattan College a procurarsene qualche paio. Lì, Brother Jasper, il direttore atletico (e poi ispiratore del nome Manhattan Jaspers) svuotò lo spogliatoio della locale squadra di basket. Cohen giunse nel terzo quarto di gioco con nove paia di scarpe da basket.
I Bears erano in vantaggio per 10–3 alla fine del primo tempo quando i Giants cambiarono calzature. Un field goal di Chicago fu l'unica marcatura del terzo periodo, portando il vantaggio a dieci punti. All'inizio del quarto e ultimo periodo, il quarterback dei Giants Ed Danowski lanciò un passaggio da touchdown per Ike Frankian accorciando il punteggio sul 13–10. Nell'azione successiva dei padroni di casa, il running back Ken Strong segnò un touchdown dopo una corsa da 42 yard. Si ripeté poco dopo con un'altra corsa da 11 yard prima che i Giants segnassero i loro ultimi punti con una corsa da 9 yard di Danowski. New York fece registrare un parziale sui Bears di 27–0 nel quarto quarto, andando a vincere 30–13.
Molti dei protagonisti della gara furono intervistati dopo il suo termine, in particolare Bronko Nagurski dei Bears e Mel Hein dei Giants. In linea generale, giocatori di entrambe le squadre attribuirono il dominio dei Giants nel secondo tempo al cambio di calzature. Un mini-documentario della partita, narrato da Pat Summerall, può essere visto nel video del 1987 "Giants Among Men."

## Marcature
- NY  – FG di Strong da 38 yard 3–0 NYG
- CHI – Nagurski su corsa da 1 yard (extra point trasformato da Manders) 7–3 CHI
- CHI – FG di Manders da 17 yard 10–3 CHI
- CHI – FG di Manders da 22 13–3 yard CHI
- NY  – Frankian su passaggio da 28 yard di Danowski (extra point trasformato da Strong) 13–10 CHI
- NY  – Strong su corsa da 42 yard (extra point trasformato da Strong) 17–13 NYG
- NY  – Strong su corsa da 11 yard (extra point fallito) 23–13 NYG
- NY  – Danowski su corsa da 9 yard (extra point trasformato da Molenda) 30–13 NYG